# Rick Jackson
Richard Kadeem Jackson, detto Rick (Filadelfia, 26 maggio 1989), è un cestista statunitense, professionista nella NBDL e in Europa.